# Ikumbi
Ikumbi sind mehrere kleine Inseln von Somalia. Sie gehören politisch zu Jubaland und geographisch zu den Bajuni-Inseln, einer Kette von Koralleninseln (Barriereinseln), welche sich von Kismaayo im Norden über 100 Kilometer bis zum Raas Kaambooni nahe der kenianischen Grenze erstreckt.

## Geographie
Die Inselchen liegen in einem Bereich, welcher eher durch verschiedene Kaps (Ras) gegliedert ist (Raas May Kaaji, Raas Bar Balla – N; Raas Kiyanguaani – S). Nach Norden schließen sich die Joondho-Inseln an und im Süden liegen erst in einigen Kilometern Entfernung die Inselchen Kiiwa Jafaagfaali.
Zu den Inselchen gehört weiter zur Küste hin auch Jasiiraada Cabdinasir.

## Klima
Als Klima herrscht heißes Steppenklima mit Monsuneinfluss.